# مناظرة بين الأغنام والحبوب
مناظرة بين الأغنام والحبوب أو أسطورة الماشية والحبوب (بالإنجليزية: Debate between sheep and grain) هي مناظرة سومرية تروي قصة الخلق، وقد دونت على ألواح طينية في الفترة ما بين منتصف إلى أواخر الألفية الثالثة قبل الميلاد.

## الجدالات
هناك سبعة مواضيع "للنقاش" مشهورة في الأدب السومري، تُصنّف تحت فئة "المناظرات". على سبيل المثال: مناظرة بين الشتاء والصيف؛ مناظرة بين الطيور والأسماك؛ ومناظرة بين الشجرة والقصب؛ ومناظرة بين الفضة والنحاس. ظهرت هذه المواضيع بعد مرور بضعة قرون على ابتكار الكتابة في الحضارة السومرية في بلاد ما بين النهرين. تُعد هذه المناظرات فلسفية في طبيعتها لأنها تتناول مكانة الإنسان في العالم.

## التجميع
عُثر على أول 61 سطرًا من الأسطورة في كتالوج متحف الآثار والأنثروبولوجيا بجامعة بنسلفانيا، وتحديدًا في القسم البابلي، على اللوح رقم 14,005 المستخرج من مكتبة المعبد في نيبور. قام جورج هارون بارتون بترجمة هذه النصوص عام 1918، ونُشرت لأول مرة تحت عنوان "نصوص دينية سومرية" ضمن كتاب "نقوش بابلية متنوعة"، برقم ثمانية، وعنوان "أسطورة خلق جديدة". يبلغ حجم اللوح في أضخم نقاطه 5 × 2.6 × 1.25 بوصة (12.7 × 6.6 × 3.2 سم). وصف بارتون النص بأنه "تصريح مفصل لعدم وجود أشياء عديدة في زمن غابر"، واعتبره "تعبيرًا عن أن البشر تم خلقهم من خلال اتحاد جسدي بين إله وإلهة".
قام إدوارد تشييرا بترجمة لوح آخر من نفس المجموعة في عام 1924 (والذي كان جزء منه مدمراً) حيث أضاف سبعة أسطر إلى النص ضمن "النصوص الدينية السومرية". استخدم تشييرا ألواحاً أخرى ترجمها هوجو راداو ونُشرت في عام 1909 "نصوص سومرية متنوعة" ليكمل ترجمته. قام ستيفان لانغدون بترجمة أجزاء إضافية وناقش الأسطورة، واصفا أحد الألواح البارزة في المتحف، وهو الرقم 14005، بأنه قصيدة تعليمية مكتوبة في 61 سطراً تتحدث عن فترة ما قبل الحضارة وإنشاء الفردوس بواسطة إله الأرض وإله الماء في دلمون. في عام 1959، زاد صموئيل نوح كريمر النص ليصبح 200 سطر وأطلق على الأسطورة اسم "أسطورة الماشية والحبوب"، واصفاً إياها بأنها الأسطورة الثانية المهمة لفهم مفهوم السومريين لخلق الإنسان. أضاف ترجمة لألواح من قبل هيرمان هيلبريشت، مشتملاً على ترجمات للألواح في المتحف بأرقام 7344، 7916، 15161 و29.15.973، بالإضافة إلى ألواح من مجموعة نيبور في متحف الشرق القديم في إسطنبول بأرقام كتالوج 2308، 4036 و4094. شملت الترجمة أيضاً نصوصاً من "الملاحم والأساطير السومرية" لإدوارد شييرا بأرقام 38، 54، 55، 56 و57. وبالمجمل، وجد كرامر 17 قطعة تنتمي إلى الأسطورة. أضيفت نصوص جديدة في أعمال لاحقة، وتجديد الترجمة الحديثة وأزال التأليه عن لاهار وأشنان، محدداً إياهم ببساطة باسم "الحبوب" و"الخراف" (التي تُعرف أيضا باسم الماشية).

## القصة
تبدأ القصة بموقع يُعرف باسم "تلة السماء والأرض"، وهو ما يوضحه تشييرا على أنه ليس مجرد تسمية شعرية للأرض، بل هو المكان الذي تسكن فيه الآلهة، عند النقطة التي تلتقي فيها السماء بالأرض. في هذا الموقع كان للبشر أول موطن لهم، وهناك يمكن وضع جنة عدن البابلية. الكلمة السومرية "إدين" تشير إلى السهوب أو السهل، ولهذا السبب تخلت الدراسات الحديثة عن عبارة "جنة عدن البابلية"، حيث تبين أن "جنة عدن" كانت مفهومًا تطور فيما بعد. يقترح جيرمي بلاك أن هذه المنطقة كانت مخصصة للآلهة، مشيرًا إلى أن مخططات الحقول من سلالة أور الثالثة استخدمت مصطلح هرساج ("تل") للإشارة إلى المناطق التلية من الحقول التي يصعب زراعتها بسبب وجود بقايا تلال ما قبل التاريخ من المساكن المدمرة.
يتناول كرامر قصة الإله أنو الذي صنع إلهة الماشية لاهار وإلهة الحبوب أشنان لتوفير الغذاء واللباس للأنوناكي، الذين بدورهم خلقوا الإنسان. لاهار وأشنان خُلقتا في "دوكو"، أو "المكان النقي". وتوضح القصة كذلك كيف أن الأنوناكي أقاموا حظيرة للأغنام مزروعة بالنباتات والأعشاب للاهار، ومنزلاً ومحراثًا ونيرًا لأشنان، ما يشير إلى بداية تربية المواشي والزراعة. تستمر القصة بحدوث نزاع بين الإلهتين حول هداياهما، حيث يتدخل إنكي وإنليل في النهاية ليعلنوا أشنان المنتصرة.

## المناقشة
أشار صموئيل نوح كريمر إلى التشابهات والاختلافات بين قصة الأنوناكي وقصة قابيل وهابيل في سفر التكوين بالكتاب المقدس (تكوين 4: 1-16). وتوضح إيفا فاسيليفسكا أن "النص ليس واضحًا بما يكفي، مما يسمح بالتفسير بأن البشر قد كانوا موجودين قبل خلق لاهار وأشنان، وأنهم هم من لم يتمكنوا من توفير احتياجاتهم واحتياجات الآلهة حتى مُنحوا 'النَفَس الإلهي'. على الرغم من ذلك، ترجمة كريمر تبدو أكثر ملاءمة للسياق السومري حيث يجب أن يكون لكل عملية خلق هدف محدد وواضح". كما لاحظت كارين ريا نيميت-نيجات أن استخدام قضبان القياس في القصة يرتبط بتاريخ الكتابة الذي تطور للحفاظ على حساب الحيوانات والمحاصيل. يقترح جيريمي بلاك أن انتصار الحبوب قد يشير إلى أن الإنسان يمكنه العيش بدون الحيوانات المستأنسة، لكنه لا يستطيع البقاء دون الخبز. ويشير إلى أن النقاشات من الجانبين متساوية إلى حد كبير.

## اقتباسات
مقدمة الأسطورة تقول:

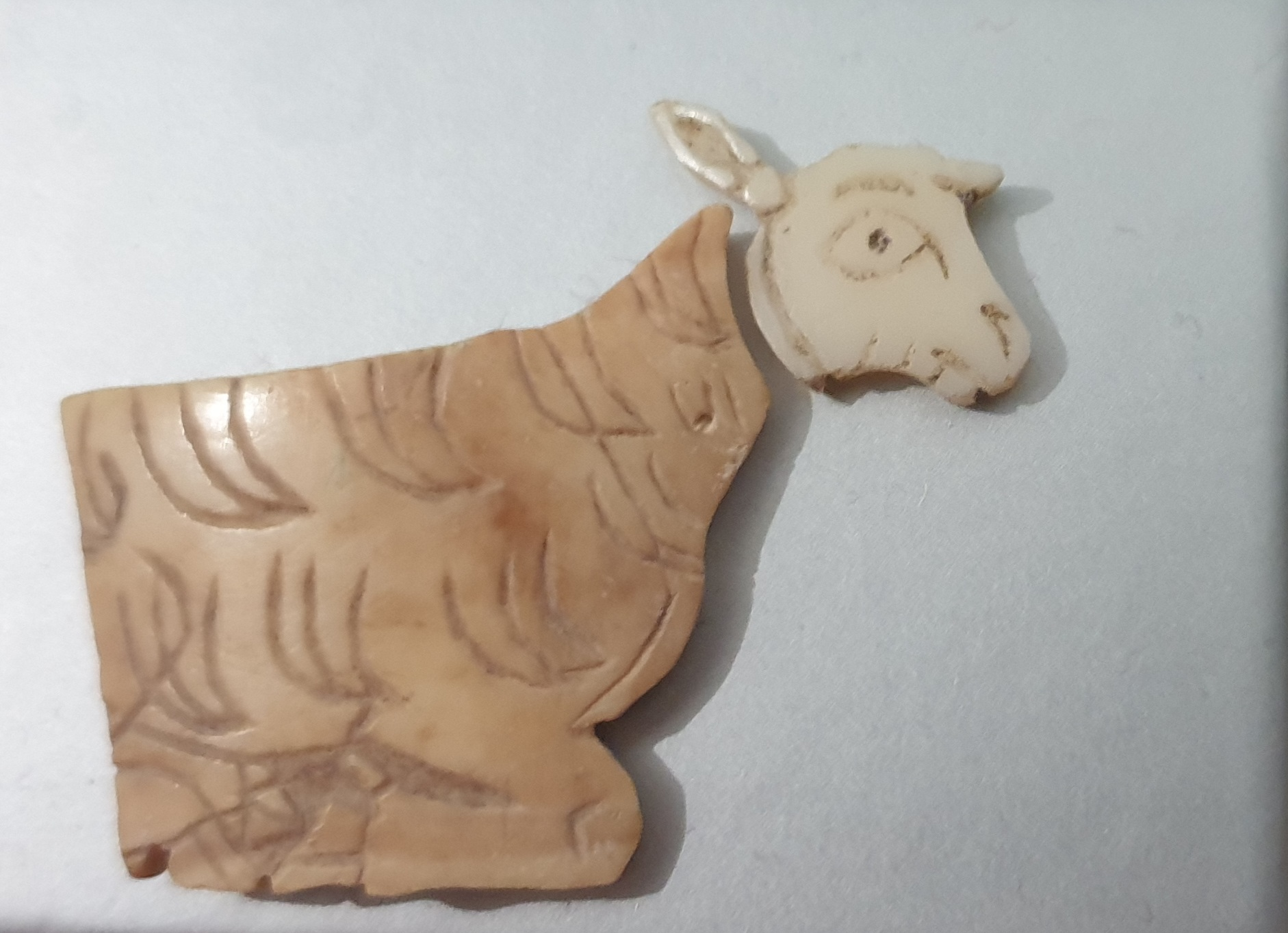
مجموعة سومرية مكونة من قطعتين منفصلتين من التطعيم بالصدف، تشكلان جسم ورأس خروف، تعود إلى الفترة القرن السابع والعشرين إلى القرن الرابع والعشرين قبل الميلاد، من معرض مايفير، لندن، المملكة المتحدة.

كما تم وصف الفوائد التي تجلبها الحبوب والأغنام للمستوطنة:
تم التركيز على المنافع الأخيرة للحبوب في مثل ورد في ختام الأسطورة:

## أنظر أيضًا
- مناظرة بين الشتاء والصيف
- مناظرة بين الطيور والأسماك
- أسطورة إنليل ونينليل
- أسطورة الخلق السومرية
- العراف البابلي القديم
- ترنيمة إنليل
- ترنيمة معبد كش
- مرثاة أور
- الدين السومري
- أدب سومري
- المديح الذاتي لشولغي (شولغي د)

## روابط خارجية
- الترجمة الإنجليزية للمناظرة (ETCSL)
- Langdon, Stephen., Sumerian Liturgies and Psalms. Museum of the University of Pennsylvania, 1919. Online Version نسخة محفوظة 2012-03-24 على موقع واي باك مشين.